# Irene van den Broek
Irene van den Broek (Nijmegen, 26 augustus 1980) is een Nederlands voormalig wielrenster. Ze was actief tussen 2004 en 2012. Ze kwam vijf jaar uit voor de wielerploeg AA Drink-Leontien.nl en in 2012 sloot ze haar carrière af bij Dolmans-Boels.

## Carrière
In 2006 won Van den Broek met de Nederlandse selectie de openingsploegentijdrit van de Ronde van Toscane, samen met o.a. Ellen van Dijk, Marianne Vos, Chantal Beltman en Iris Slappendel. In de Holland Ladies Tour 2007 werd ze derde in de tweede etappe van en naar Leende, achter Judith Arndt en Trixi Worrack.
In 2010 won ze het bergklassement van de Ronde van Thüringen. In dat jaar werd ze in het Limburgse Beek derde op het Nederlands kampioenschap op de weg bij de elite, achter winnares Loes Gunnewijk en Marianne Vos. Een jaar later won ze in Ootmarsum zilver achter Marianne Vos, die solo over de streep kwam.
In 2007, 2008 en 2011 reed Van den Broek de Giro Donne en ze kwam drie keer uit voor Nederland op de wereldkampioenschappen wielrennen: in 2007, 2008 en 2009.

## Palmares
2006
1e etappe (TTT) Ronde van Toscane
2010
 Nederlands kampioenschap op de weg, elite
Bergklassement Ronde van Thüringen
2011
 Nederlands kampioenschap op de weg, elite

### Uitslagen in voornaamste wedstrijden
| Jaar | Ronde van Vlaanderen | Waalse Pijl | Holland Hills Classic | Open de Suède Vårgårda |  | WK op de weg |
| ---- | -------------------- | ----------- | --------------------- | ---------------------- |  | ------------ |
| 2004 |                      | 83e         |                       |                        |  |              |
| 2005 | opgave               | 109e        |                       |                        |  |              |
| 2006 | 51e                  | 100e        | 23e                   |                        |  |              |
| 2007 | 49e                  | 32e         | 5e                    | 5e                     |  | opgave       |
| 2008 | 23e                  | 21e         | 9e                    | 26e                    |  | opgave       |
| 2009 | 43e                  |             | 12e                   | 19e                    |  | 43e          |
| 2010 |                      | 54e         | 13e                   | 9e                     |  |              |
| 2011 | 83e                  |             |                       | 5e                     |  |              |
| 2012 | opgave               |             |                       |                        |  |              |

Bras · Decroix · Elzing · Ensing · Gercama · Kessler · Koster · Otten · Pijnenborg · Rooijakkers · Sáblíková · Spoor · Tchalykh · Trott · Van den Broek · Van der Kamp